# Oxyrhachis krusadiensis
Oxyrhachis krusadiensis är en insektsart som beskrevs av Ananthasubramanian och Taracad Narayanan Ananthakrishnan 1975. Oxyrhachis krusadiensis ingår i släktet Oxyrhachis och familjen hornstritar. Inga underarter finns listade i Catalogue of Life.